# Pseudolycopodiella
Pseudolycopodiella – rodzaj roślin należący do rodziny widłakowatych. Obejmuje ok. 10–14  gatunków. Rośliny te występują na wszystkich kontynentach w strefie międzyzwrotnikowej, a w strefie umiarkowanej obecne są w południowej Afryce, Australii i Nowej Zelandii, na półkuli północnej w zachodniej Azji i w zachodniej części Ameryki Północnej. Brak tych roślin jedynie na Antarktydzie i w Europie. Najczęściej rosną na mokradłach i na wilgotnych, piaszczystych glebach. Niektóre gatunki przystosowane są do okresowych suszy i pożarów, przeżywając je w postaci bulwek, będących wrastającymi pod powierzchnią gruntu zgrubiałymi szczytami pędów. Zjawisko opisał poprawnie (wcześniej pojawiały się błędne informacje o bulwach korzeniowych) w 1975 Jan Kornaś na przykładzie Lycopodium carolinianum var. tuberosum (=Pseudolycopodiella tuberosa) z Zambii.

## Morfologia
PokrójPędy naziemne płożące – ścielące się na powierzchni gruntu, korzeniące się. Z pędu bocznie wyrastają płożące się odgałęzienia, a z jego części grzbietowej nierozgałęziające się, wzniesione pędy zwieńczone pojedynczym kłosem zarodnionośnym, osiągające do 40 cm wysokości. U niektórych gatunków wykształcają się rozmnóżki.
Liście (mikrofile)U części gatunków liście na pędach płożących jednakowo wykształcone, u innych wyraźnie zróżnicowane – z liśćmi bocznymi szerokimi i długimi i zredukowanymi (krótkimi i wąskimi) liśćmi na grzbiecie pędu. Liście na wzniesionym pędzie kłosonośnym u części gatunków takie same jak na pędach wegetatywnych, u innych zredukowane i odległe – w efekcie pędy te mają formę szypuły wynoszącej wzniesiony kłos zarodnionośny.
ZarodnieNerkowate, okryte jednakowymi fałdami rozwijają się na górnej powierzchni sporofili tworzących pojedynczy kłos zarodnionośny (u Lycopodiella fałdy są nierówne, a zarodnie umieszczone w kątach liści). Sporofile wyrastają w kłosie skrętolegle w 4–10 pionowych rzędach (u Lycopodiella w 10 lub większej liczbie). Sporofile są dwa razy lub więcej szersze od liści na pędzie (szypule) pod kłosem, są jajowate do jajowatolancetowatych, na brzegu ledwo szorstkie, drobno ząbkowane.

## Systematyka
Pierwotnie rośliny tu zaliczane, jak wszystkie współczesne widłakowate, włączane były do jednego rodzaju – widłak Lycopodium. Werner Rothmaler w 1944 wyróżnił w randze osobnego rodzaju Lepidotis Beauv., który objął m.in. te rośliny, a 1964 roku Josef Holub przeniósł ten rodzaj pod nazwę Lycopodiella (L.) Holub. Rodzaj był do początków XXI wieku zwykle szeroko ujmowany – liczył ok. 40 gatunków występujących na półkuli północnej i w strefie międzyzwrotnikowej, z centrum zróżnicowania w Ameryce Południowej. Już w 1983 Holub zaproponował wyodrębnienie rodzaju Pseudolycopodiella, jednak popularniejsze było ujęcie Øllgaarda, zgodnie z którym gatunki tu zaliczane klasyfikowane były jako jedna z czterech sekcji Lycopodiella – sec. Caroliniana (Bruce) B. Øllgaard. Ostatecznie w systemie PPG I z 2016 roku przyjęto jednak podział Lycopodiella sensu lato na cztery rodzaje, z których jednym jest Pseudolycopodiella (pozostałe rodzaje to: Lycopodiella sensu stricto, Lateristachys i Palhinhaea). 
Wykaz gatunków
- Pseudolycopodiella affinis (Bory) Holub
- Pseudolycopodiella benjaminiana (P.G.Windisch) B. Øllg.
- Pseudolycopodiella brevipedunculata (Alderw.) Holub
- Pseudolycopodiella carnosa (Silveira) Holub
- Pseudolycopodiella caroliniana (L.) Holub
- Pseudolycopodiella contexta (C.Mart.) Holub
- Pseudolycopodiella iuliformis (Underw. & F.E.Lloyd) Holub
- Pseudolycopodiella krameriana (B. Øllg.) B. Øllg.
- Pseudolycopodiella meridionalis (Underw. & F.E.Lloyd) Holub
- Pseudolycopodiella paradoxa (Mart.) Holub
- Pseudolycopodiella sarcocaulon (Kuhn) Holub
- Pseudolycopodiella serpentina (Kunze) Holub
- Pseudolycopodiella tatei (A.C.Sm.) Holub
- Pseudolycopodiella tuberosa (Kuhn) Holub